# ریکوفن
ریکوفن (به آلمانی: Riekofen) یک شهر در آلمان است که در بایرن واقع شده‌است.

## خصوصیات
ریکوفن ۲۴٫۰۰ کیلومترمربع مساحت دارد ۳۳۵ متر بالاتر از سطح دریا واقع شده‌است.